# Rimantė
Rimantė ist ein litauischer weiblicher Vorname, abgeleitet von ramus (dt. "ruhig"). 

## Personen
- Rimantė Dušauskienė-Duž (* 1935), Biologin
- Rimantė Šalaševičiūtė (* 1954), Verwaltungsjuristin und Politikerin, Mitglied des Seimas und Gesundheitsministerin